# 焉耆镇
焉耆镇，维吾尔语称为“黑城子镇”（維吾爾語：قاراشەھەر بازىرى‎ Qarašähär baziri，汉语拼音字母：K̂araxäĥär），是中华人民共和国新疆维吾尔自治区巴音郭楞蒙古自治州焉耆回族自治县下辖的一个乡镇级行政单位。焉耆镇是焉耆回族自治县县政府驻地，在新疆维吾尔自治区焉耆回族自治县东部、开都河北岸。乾隆二十三年（1758年）建筑新城，道光八年（1828年）赐名为协顺城。1948年称建新镇，1953年更名焉耆市，1956年改焉耆镇，1959年改焉耆镇公社，1980年改焉耆镇。面积8.1平方公里，有维吾尔族、汉族、回族等民族。镇人民政府驻新华路。地处天山南麓、焉耆盆地中部，开都河流经。是南北疆的交通要道。

## 行政区划
焉耆镇下辖以下地区：
新城社区、新桥社区、解放社区、四号渠社区、文苑社区、滨河社区、迎宾社区、商城社区、和平社区、新华社区和友好社区。